# Walter Malosetti
Walter Rufino Malosetti (3 de junio de 1931 - 29 de julio de 2013) fue un guitarrista de jazz, compositor y profesor argentino.

## Biografía

### Primeros años
Nacido en la provincia de Córdoba el 3 de junio de 1931 y criado en un ámbito musical (padre y hermano mayor músicos) tuvo sus primeras guitarras desde niño y si bien la corriente estilística de su entorno era más bien folclórica, comienza a apasionarse por el jazz que escuchaba en la radio: Louis Armstrong, Django Reinhardt y las numerosas orquestas de Jazz de entonces, se convierten en sus máximas influencias.
Desde 1950 comienza a actuar en el circuito jazzístico argentino formando parte de las más significativas orquestas; algunas de ellas son Guardia Vieja Jazz Band, California Ramblers, The Georgians Jazz Band y otras.
Integró el trío Crazy Fingers y formó parte de los grupos Blue Strings y Swing Timers, en ese tiempo también dirigió su propio grupo durante cinco años.
En 1958 obtiene su título de Profesor Superior de Guitarra, como discípulo de la concertista Irma Constanzo y desde allí dedica gran parte de su vida a la enseñanza. Trabajó junto a los músicos Oscar Alemán, Hernán Oliva, Roberto "Fats" Fernández, Carlos Constantini, Héctor y Rubén "Baby" López Furst, Jorge "Negro" González, entre otros.
A partir de 1960, es durante varios años Profesor de Música en la Escuela Técnica de Empleados de Comercio, en conservatorios Oficiales y privados, en 1961 funda la Escuela Superior de Guitarra y Jazz, siendo esta la primera en su especie y contando entre sus profesores y alumnos a una gran cantidad de destacados músicos argentinos; Armando Alonso, Francisco Rivero, Botafogo Vilanova y otros grandes guitarristas de jazz, blues y rock han sido sus discípulos y los músicos Andrés Boiarsky (saxo), Jorge Navarro (piano) y su hijo Javier Malosetti (bajo eléctrico y batería) han sido parte del prestigioso "Staff" de Profesores.
También se acercaron grandes del jazz del mundo como los guitarristas estadounidenses Larry Coryell y Chuck Wayne, el saxofonista austríaco Karlheinz Miklin y el violinista francés Didier Lockwood entre otros para dar clínicas o conciertos didácticos.
A su vez que dirigía la escuela, siguió trabajando en lo más alto de la escena del Jazz Argentino. En 1971 graba el álbum "The Georgians Jazz Band" para el sello Odeón Pops y en 1972 forma el grupo SWING 39, el mítico conjunto del estilo "Hot-Club de France" del cual es cofundador y con quienes graba 6 álbumes para los sellos Microfon y RCA-Víctor, comienza una era de constantes giras por todo el interior y exterior del país.
También hacen presentaciones en Capital Federal, en los teatros Santa María del Buen Ayre, Municipal Gral. San Martín, Nacional Cervantes, Colón, etc.
SWING 39 fue integrado por Walter Malosetti junto al contrabajista Héctor Basso, el clarinetista Carlos Acosta, y los guitarristas Ricardo Pellicán (sobrino y discípulo de Walter) y Marcelo Buscio, este último junto con Carlos Acosta, se alejan del grupo luego del cuarto álbum incorporándose entonces el violinista Héctor López Furst.
Ese mismo año graba el segundo álbum de The Georgians Jazz Band y "Alemán 72" junto al gran Oscar Alemán.
En 1973 graban el primer álbum con SWING 39 y participa en dos tracks como invitado, en el álbum debut homónimo de David Lebón.
En 1975 escribe y edita "Bases de improvisación para guitarra" el primer libro de una prolífica colección dedicada a la enseñanza de su instrumento, también graba dos álbumes más con SWING 39.
En 1976 edita "Armonías de Blues" su segundo libro y graba el tercer y último álbum de "The Georgians Jazz Band", otro con SWING 39 y aparece como guitarrista invitado en un álbum de la Antigua Jazz Band.
En 1980 es convocado para formar parte de la banda de músicos argentinos que acompaña a "Los Estudiantes Daneses" (Theis Jensen en trompeta, Peter Elliot Nyeegaard en trombón y Eric Andersen  en clarinete) y juntos realizan una extensa gira que incluye ciudades del interior del país, Uruguay y Chile. De dicha colaboración se edita el álbum doble "Los Estudiantes Daneses en el Hot Club de Bs. As."
En 1983 realiza una serie de conciertos en el Auditorio de Belgrano con SWING 39 y la Orquesta de Cámara de la Fundación Mayo, dirigida por el maestro Mario Benzecri, ejecutando música de George Gershwin y en 1984 dicta un curso en el primer seminario de iniciación al Jazz, ciclo organizado por el Club de Jazz Argentino.
En 1984 conoce personalmente a Spinetta y tienen sesiones de improvisación juntos en el estudio montado en la casa de Luis Alberto. En 2012 la discográfica EMI anunció un proyecto para publicar estos trabajos inéditos.
En 1985 se editan su "Método para iniciación guitarrística" y "Música de Jazz para guitarra española". Paco de Lucía elogió este trabajo.
En 1986 se presenta nuevamente con SWING 39 y la Orquesta de Cámara de la Fundación Mayo en el prestigioso Teatro Colón, siendo la primera vez que un grupo de jazz actúa en dicho teatro. Ese mismo año realiza una gira por los principales clubes de jazz, escuelas y conservatorios de Europa, la gira comprende las ciudades de Madrid, París, Copenhague, Londres, Venecia y Graz. Se edita el libro "Lectura 1".
En 1987 pasa a integrar la Buenos Aires Big Band del baterista y percusión León Giacobson y forma junto a su hijo Javier Malosetti un cuarteto que fusiona el jazz tradicional con el be-bop o jazz moderno, se llamó Satch y lo completaban Enrique Varela en saxo tenor y soprano más Jorge Cichero en batería.
En 1989 graba para el sello Melopea  de Lito Nebbia  un material didáctico que junto a un libro se llamó "Música para guitarras" coproducido artísticamente por su hija Laura Malosetti, quién tres años más tarde diseñó el arte gráfico de su primer álbum solista “Todo de mí”.
En 1990 forma el cuarteto Swing Club junto a Mauricio Percán (clarinete), Jorge "Negro" González (contrabajo) y Roberto Terzano (guitarra rítmica). A finales de ese mismo año escribió los arreglos para el disco La mosca y la sopa de Patricio Rey y sus Redonditos de Ricota.
En 1991 se hace cargo de una columna que se llamó "Historia del Jazz" en la revista de divulgación musical para estudiantes "El Musiquero".
En este año abre un estudio de capacitación guitarrística junto a su sobrino el guitarrista Raúl Malosetti, hijo del luthier  Pedro Malosetti (PALM) y en 1993 participa como invitado en un tema de "Horno para calentar los mares" el segundo álbum de Illya Kuryaki and the Valderramas, la canción fue "Cazar toreros" co-compuesta y producida por su hijo Javier Malosetti. En 1993 también formó un efímero dúo con Fito Páez, pero no llegaron a grabar un disco.
En 1997 es invitado a participar en un festival de jazz gitano  en el Teatro Cosmopolite de la Ciudad de Oslo (Noruega) por el guitarrista y productor Jon Larsen, haciendo dos presentaciones junto a músicos noruegos y argentinos.
En 1998 tocó junto a Gustavo Cerati en una gira por Latinoamérica.
Desde 2002 realizó incontables giras por España con gran éxito, tocando con importantes músicos europeos y argentinos en teatros, Jazz Clubes y festivales de Madrid, Barcelona, Valencia, etc.

## Discografía solista
- 1992 - Todo de mí
- 1994 - Tributo a Django Reinhardt
- 1997 - Stringtime in Buenos Aires
- 2000 - Grama
- 2005 - Relax
- 2006 - Palm
- 2012 - Esencia

## Publicaciones bibliográficas
- 1975 - Bases de improvisación para guitarra
- 1976 - Armonías de blues
- 1979 - Melodías de Blues
- 1979 - El libro de las escalas
- 1981 - Método de iniciación guitarrística
- 1983 - Para Django
- 1984 - Música de Jazz para guitarra española
- 1986 - Lectura 1
- 1989 - Músicas para guitarras (libro + casete)
- 2003 - Swing y blues
- 2007 - Nuevo método de guitarra jazz

## Premios y nominaciones
- 1993 - Nominación Premio ACE al Mejor Álbum de Jazz por Todo de mi.
- 1995 - Nominación Premio ACE al Mejor Álbum de Jazz por Tributo a Django Reinhardt.
- 2005 - Ganador del Premio Clarín como Figura de Jazz del Año.
- 2007 - Nominación Premio Carlos Gardel - al Mejor Álbum de Jazz por Palm.
- 2008 - Homenajeado por el Gobierno de la Ciudad de Buenos Aires por su trayectoria como docente, músico, compositor e intérprete.
- 2009 - Declarado Ciudadano Ilustre de la Ciudad de Morón.[2]
- 2011 - Declarado personalidad destacada de la cultura en la Legislatura porteña.[3]
- 2012 - Ganador del Segundo premio por la categoría "Música jazz y Música melódica" en los Premios Nacionales, por su obra "Blues for Joe".[4]